# شركة المهندس العامة
شركة المهندس العامة للمقاولات الإنشائية والهندسية والميكانيكية والاعمال الزراعية والصناعية المسمّاة اختصاراً شركة المهندس للمقاولات هي شركة مقاولات عراقية، في بغداد، رأس مالها 100 مليار دينار عراقي، يملكها الحشد الشعبي، سُجّلت رسمياً يوم 26 شباط سنة 2023 في وزارة التجارة العراقية، بعد موافقة حكومية في 28 تشرين الثاني سنة 2022 من حكومة محمد شياع السوداني، التي شكّلها الإطار التنسيقي في 27 تشرين الأول سنة 2022، وذُكر في بيان الموافقة الحكومية أنه صدرت "الموافقة على تأسيس شركة عامة باسم (المهندس) برأسمال مئة مليار دينار، ترتبط بهيئة الحشد الشعبي، استنادا الى احكام المادة (8) من قانون الشركات العامة (22 لسنة 1997) المعدل، مع الأخذ بعين الاهتمام ما جاء في مذكرة الدائرة القانونية المرقمة بالعدد (ق/2/1/106/315 ل.ق) المؤرخة في 24 تشرين الثاني 2022، وتحديد نشاط الشركة بدقة. سُمّيت الشركة على اسم أبي مهدي المهندس الذي قُتلَ سنة 2020

## المقاصد
قال سلام عادل في وكالة وطن للأنباء "نشرت جريدة الوقائع العراقية في عددها الاخير (رقم 4711) الصادر بتاريخ 13/3/2023 شهادة التسجيل الرسمية لشركة (المهندس للمقاولات) المملوكة لهيئة الحشد الشعبي العراقي، وهو ما يعد مؤشراً على التحولات في عمل الحشد الشعبي الذي بداء كتجمع تطوعي بهدف مكافحة داعش"، وقال "وامتدت جهود الحشد الشعبي في هذا المجال الى مدن ومحافظات خارج العراق، كالذي حصل اثناء الزلزال المدمر الذي ضرب سوريا وتركيا، حيث شارك الحشد بكوادر بشرية مع آليات ثقيلة رافقها حملات واسعة لجمع مواد اغاثية وطبية مختلفة الأنواع، ومن هنا باتت قدرات الحشد الشعبي في المجالات المدنية والانسانية توازي قدراته العسكرية، لذا جرى العمل على تأسيس شركة مقاولات برأس مال (100 مليار دينار عراقي)، تحت عنوان (شركة المهندس العامة للمقاولات الإنشائية والهندسية والميكانيكية والاعمال الزراعية والصناعية)، يكون موقعها الرئيسي في بغداد ولها الحق في فتح فروع اخرى داخل العراق.
وقال معهد واشنطن لسياسة الشرق الأدنى في مقال نشره يوم 21 آذار سنة 2023 "لطالما سعت الجماعات الإرهابية ومنتهكي حقوق الإنسان المدعومين من إيران إلى تأسيس شركة تتمتع بفرص تفضيلية للحصول على عقود حكومية مربحة، على غرار شركة "خاتم الأنبياء" التابعة لـ «الحرس الثوري الإسلامي» الإيراني. وفي هذا الصدد، قامت حكومة السوداني بعكس سياسة قائمة منذ سنوات من خلال موافقتها على الفكرة وبدئها في منح أراضي ضخمة إلى "شركة المهندس العامة".
في 21 آذار/مارس، أطلقت "شركة المهندس العامة" مشروعها الأول الذي يقوم على التزام بغرس مليون شجرة في قطعة أرض قدمتها الحكومة في محافظة المثنى، تبلغ مساحتها مليونا دونم عراقي (1.2 مليون فدان أو 1930 ميل مربع). ومُنحت الأرض إلى «قوات الحشد الشعبي» خلال الاجتماع الأسبوعي السادس لمجلس وزراء حكومة السوداني الذي انعقد في 28 تشرين الثاني/نوفمبر 2022. وحضر حفل إطلاق المشروع كل من رئيس «الحشد الشعبي» فالح الفياض، المصنّف على قائمة انتهاكات حقوق الإنسان الأمريكية، ورئيس أركانه عبد العزيز المحمداوي (أبو فدك)، المصنّف على قائمة الإرهاب الأمريكية".
وفي يوم 5 حزيران سنة 2023 نشرت مجلة الشؤون الخارجية تقريراً اسمه (العراق ينهار بهدوء) ذكروا فيه أن شركة المهندس يدققها مكتب مراقبة الأصول الأجنبية ومكتب منسق مكافحة الفساد العالمي، وقالوا إن الولايات المتحدة منعت تشكيل "شركة المهندس" خلال عهد رئيس الحكومة عادل عبد المهدي في العام 2018، كما ان رئيس الوزراء السابق مصطفى الكاظمي عارض تشكيل الشركة في العام 2022 عندما عرض عليه الايرانيون الموافقة على إنشاء الشركة مقابل تسهيل حصوله على ولاية حكومية ثانية، ثم أعلنَ السوداني في تشرين الثاني 2022 عن تشكيل شركة المهندس العامة، وهذه المرة، لم تفعل الولايات المتحدة شيئاً.

## وصلات خارجية
- بيان وزارة التجارة العراقية لتسجيل شركة المهندس العامة.